# Seznam uměleckých realizací ve veřejném prostoru v Klánovicích
Seznam uměleckých realizací v Klánovicích v Praze 9 obsahuje tvorbu výtvarných umělců umístěnou ve veřejném prostoru v katastrálním území Klánovice. Seznam je řazen podle ulic a nemusí být úplný. Většina plastik vznikla při Klánovickém fóru Sochání pro Hedviku jako připomínka malířky a ilustrátorky knížek pro děti Hedviky Vilgusové.

## Seznam uměleckých realizací
| Název                                                      | Fotografie                                                                                        | Lokace                                                         | Autor                         | Rok  | Popis                 | Poznámka                                                                    |
| ---------------------------------------------------------- | ------------------------------------------------------------------------------------------------- | -------------------------------------------------------------- | ----------------------------- | ---- | --------------------- | --------------------------------------------------------------------------- |
| Splněné přání                                              | Kategorie „Splněné přání (Matěj Holub)“ na Wikimedia Commons                                      | Dohalická 50°6′22,71″ s. š., 14°39′29,74″ v. d.                | Matěj Holub                   | 2012 | socha, dřevo          | Klánovické fórum Sochání pro Hedviku; 1. ročník                             |
| Měsíc, slunce, dítě, země                                  | Kategorie „Měsíc, slunce, dítě, země (Petr Fidrich)“ na Wikimedia Commons                         | náměstí Hedviky Vilgusové 50°5′41,49″ s. š., 14°40′9,19″ v. d. | Petr Fidrich                  | 2012 | socha, dřevo          | Klánovické fórum Sochání pro Hedviku; 1. ročník                             |
| Pocta Hedvice Vilgusové                                    | Kategorie „Obelisk (Milan Kuzica)“ na Wikimedia Commons                                           | náměstí Hedviky Vilgusové 50°5′43,61″ s. š., 14°40′9,87″ v. d. | Milan Kuzica                  | 2018 | obelisk; kámen, plast | Klánovické fórum Sochání pro Hedviku; 7. ročník, věnováno Hedvice Vilgusové |
| K uctění umlčených idejí (vzpomínka na Berthu von Suttner) | Kategorie „Pozdravení Berthě Felicii Sophii von Suttner (Milan Kuzica)“ na Wikimedia Commons      | náměstí Hedviky Vilgusové 50°5′40,72″ s. š., 14°40′8,13″ v. d. | Milan Kuzica, Lyubomir Ivanov | 2019 | socha, dřevo          | Klánovické fórum Sochání pro Hedviku; 8. ročník                             |
| Král a královna                                            | Kategorie „Král a královna (Jiří Kašpar)“ na Wikimedia Commons                                    | Medinská 50°5′42,72″ s. š., 14°40′14,88″ v. d.                 | Jiří Kašpar                   | 2012 | socha, dřevo          | Klánovické fórum Sochání pro Hedviku; 1. ročník                             |
| Sněhurka a sedm trpaslíků                                  | Kategorie „Sněhurka a sedm trpaslíků (Lenka Severová)“ na Wikimedia Commons                       | Medinská 50°5′42,61″ s. š., 14°40′15,87″ v. d.                 | Lenka Severová                | 2014 | socha, dřevo          | Klánovické fórum Sochání pro Hedviku; 3. ročník                             |
| Svatý Florian                                              | Kategorie „Socha svatého Floriana (Vladimír Matoušek)“ na Wikimedia Commons                       | Medinská 50°5′43,18″ s. š., 14°40′16,46″ v. d.                 | Vladimír Matoušek             | 2015 | socha, dřevo          | Klánovické fórum Sochání pro Hedviku; 4. ročník                             |
| Muhu, dobrý duch Jizerských hor                            | Kategorie „Muhu, dobrý duch Jizerských hor (Marie Kraťuková)“ na Wikimedia Commons                | Plačická 50°5′49,7″ s. š., 14°40′14,1″ v. d.                   | Marie Kraťuková               | 2014 | socha, dřevo          | Klánovické fórum Sochání pro Hedviku, 3. ročník                             |
| Dva králíci (dedikováno Petru Skoumalovi)                  | Kategorie „Dva králíci (Jakub Brázda)“ na Wikimedia Commons                                       | Slavětínská 50°5′37,09″ s. š., 14°40′6,31″ v. d.               | Jakub Brázda                  | 2017 | socha, dřevo          | Klánovické fórum Sochání pro Hedviku; 6. ročník                             |
| Klaunova slza                                              | Kategorie „Klaunova slza (Petr Fidrich)“ na Wikimedia Commons                                     | Slavětínská 50°5′43,85″ s. š., 14°40′10,47″ v. d.              | Petr Fidrich                  | 2013 | socha, dřevo          | Klánovické fórum Sochání pro Hedviku; 2. ročník                             |
| Královna                                                   | Kategorie „Královna (Denisa Kocvárová)“ na Wikimedia Commons                                      | Slavětínská 50°5′25,85″ s. š., 14°39′59,99″ v. d.              | Denisa Kocvárová              | 2014 | socha, dřevo          | Klánovické fórum Sochání pro Hedviku, 3. ročník                             |
| Sigmunda (dedikováno Sigmundu Freudovi)                    | Kategorie „Lavička Sigmunda Freuda (Jan Zemánek)“ na Wikimedia Commons                            | Slavětínská 50°5′37,7″ s. š., 14°40′6,59″ v. d.                | Jan Zemánek                   | 2017 | socha, dřevo          | Klánovické fórum Sochání pro Hedviku; 6. ročník                             |
| Má vzpomínka na Madame Butterfly                           | Kategorie „Má vzpomínka na Madame Butterfly (Eliška Vakaráčová)“ na Wikimedia Commons             | Slavětínská 50°5′38,22″ s. š., 14°40′6,81″ v. d.               | Eliška Vakaráčová             | 2017 | socha, dřevo          | Klánovické fórum Sochání pro Hedviku; 6. ročník                             |
| Padlý anděl nesoucí zprávu o konci světa                   | Kategorie „Padlý anděl nesoucí zprávu o konci světa (Jan Švadlenka)“ na Wikimedia Commons         | Slavětínská 50°5′41,02″ s. š., 14°40′9,67″ v. d.               | Jan Švadlenka                 | 2012 | socha, dřevo          | Klánovické fórum Sochání pro Hedviku; 1. ročník                             |
| Bůh severního větru Boreas (Porcas)                        | Kategorie „Porcas (Jiří Genzer)“ na Wikimedia Commons                                             | Slavětínská 50°5′42,36″ s. š., 14°40′9,66″ v. d.               | Jiří Genzer                   | 2015 | socha, dřevo          | Klánovické fórum Sochání pro Hedviku; 4. ročník                             |
| Potulný muzikant z českých pohádek                         | Kategorie „Potulný muzikant z českých pohádek (Jan Zemánek)“ na Wikimedia Commons                 | Slavětínská 50°5′44,55″ s. š., 14°40′9,79″ v. d.               | Jan Zemánek                   | 2016 | socha, dřevo          | Klánovické fórum Sochání pro Hedviku; 5. ročník                             |
| Pozdravení Josefu Sudkovi a Tarasovi Kuščynskému           | Kategorie „Pozdravení Josefu Sudkovi a Tarasovi Kuščynskému (Adam Stibůrek)“ na Wikimedia Commons | Slavětínská 50°5′40,07″ s. š., 14°40′7,7″ v. d.                | Adam Stibůrek                 | 2014 | socha, dřevo          | Klánovické fórum Sochání pro Hedviku; 3. ročník                             |
| Pozdravení Petru Čepkovi                                   | Kategorie „Pozdravení Petru Čepkovi (Monika Hníková)“ na Wikimedia Commons                        | Slavětínská 50°5′40,34″ s. š., 14°40′7,86″ v. d.               | Monika Hníková                | 2014 | dřevo                 | Klánovické fórum Sochání pro Hedviku; 3. ročník                             |
| Vznášející se anděl                                        | Kategorie „Vznášející se anděl (Petr Fidrich)“ na Wikimedia Commons                               | Slavětínská 50°5′39,14″ s. š., 14°40′7,33″ v. d.               | Petr Fidrich                  | 2014 | socha, dřevo          | Klánovické fórum Sochání pro Hedviku; 3. ročník                             |
| Bůh mírného západního větru Zephyrus (Zephyr)              | Kategorie „Zephyr (Jiří Genzer)“ na Wikimedia Commons                                             | Slavětínská 50°5′42,28″ s. š., 14°40′9,33″ v. d.               | Jiří Genzer                   | 2013 | socha, dřevo          | Klánovické fórum Sochání pro Hedviku; 2. ročník                             |
| Kamenný obelisk (jih)                                      | Kategorie „Kamenné obelisky v Aleji Hany Benešové (Klánovice)“ na Wikimedia Commons               | Slavětínská 50°5′23,9″ s. š., 14°40′0,3″ v. d.                 | Ondřej Kubík                  |      | obelisk, kámen        | Alej Hany Benešové, jižní část                                              |
| Kamenný obelisk (sever)                                    | Kategorie „Kamenné obelisky v Aleji Hany Benešové (Klánovice)“ na Wikimedia Commons               | Slavětínská 50°5′40,91″ s. š., 14°40′8,35″ v. d.               | Ondřej Kubík                  |      | obelisk, kámen        | Alej Hany Benešové, severní část                                            |
| Anděl pohádek s dobrým koncem                              | Kategorie „Anděl pohádek s dobrým koncem (Iveta Sadecká)“ na Wikimedia Commons                    | V Soudním 50°5′41,49″ s. š., 14°40′16,41″ v. d.                | Iveta Sadecká                 | 2014 | socha, dřevo          | Klánovické fórum Sochání pro Hedviku; 3. ročník                             |
| Dobrý duch klánovického dubu                               | Kategorie „Dobrý duch klánovického dubu (Milan Kuzica)“ na Wikimedia Commons                      | V Soudním 50°5′41,19″ s. š., 14°40′16,2″ v. d.                 | Milan Kuzica                  | 2013 | socha, dřevo          | Klánovické fórum Sochání pro Hedviku; 2. ročník                             |